# 樟葉宮

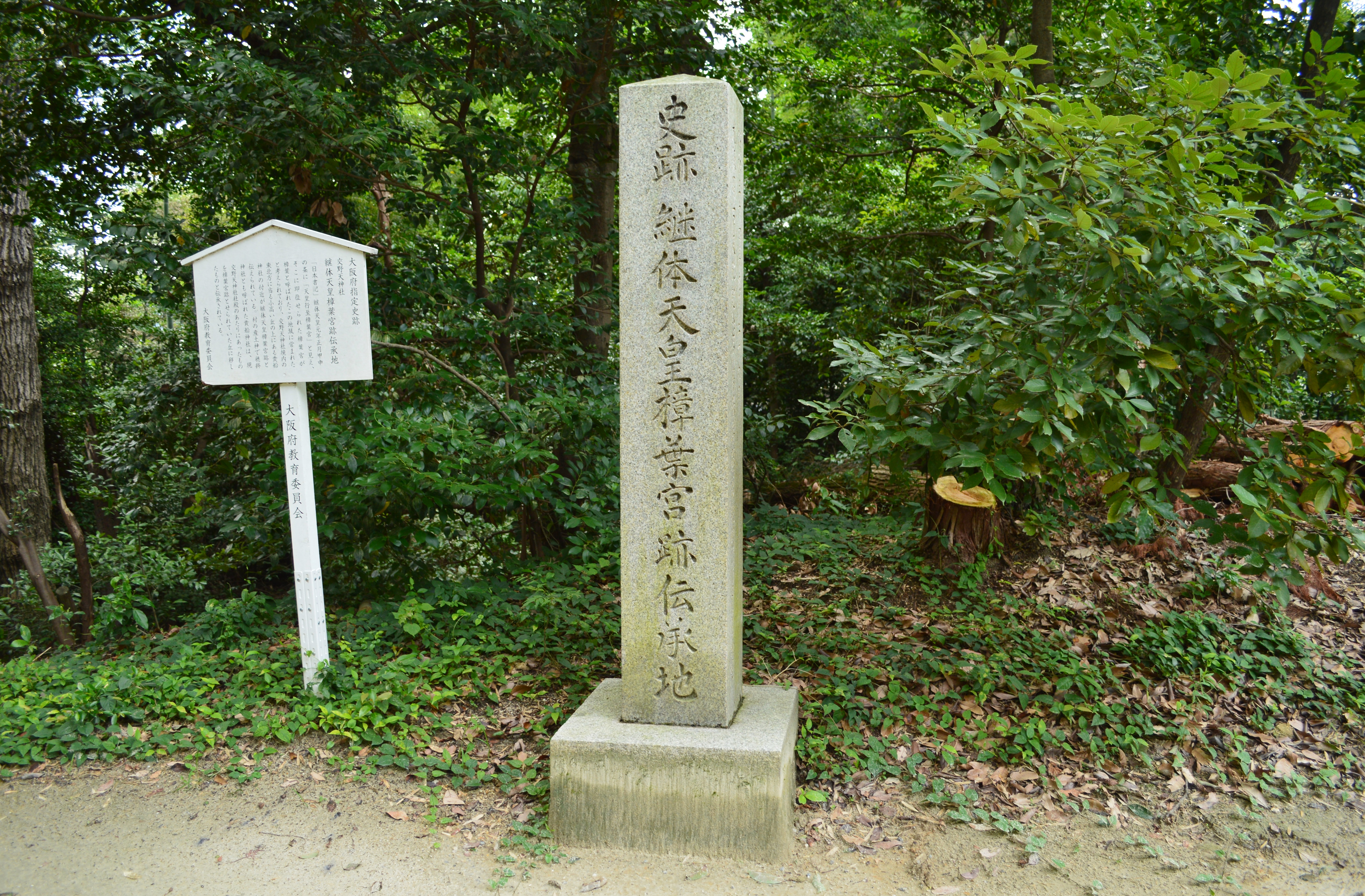
継体天皇樟葉宮跡伝承地碑
（大阪府枚方市の交野天神社）

樟葉宮（くすはのみや）は、古墳時代の天皇である第26代継体天皇が営んだ宮殿。「楠葉宮」とも表記される。

## 概要
『日本書紀』によると、25代武烈天皇の死後、応神天皇5世の孫である男大迩王（をほどのおほきみ）が大伴金村、物部麁鹿火、巨勢男人らによって越前の三国（みくに）より迎えられ、507年にこの河内国樟葉で継体天皇として即位し、5年ほど宮を営んだ。そののち山背国筒城宮（つつきのみや：現京田辺市付近）、12年後に弟国宮（おとくにのみや：現長岡京市付近）に移っており、 大和国に入ったのは20年後のこととされる。
樟葉宮の伝承地は大阪府枚方市楠葉丘2丁目にある交野天神社の後方北東境内地の丘で、大阪府指定史跡に指定されている。ただし『五畿内志』、『河内名所図会』、『淀川両岸一覧』などには交野天神社を樟葉宮の跡地であるとする伝承・文書は記録されていないため、馬部隆弘は「明治7年に片埜神社が交野天神社から由緒を奪って堺県へ報告し、それに負けない由緒が交野天神社に必要になったため、明治20年に至ってから継体天皇との関係を主張し出した伝承である」と指摘している。

## 名称
『古事記』崇神天皇条に、「武埴安彦命（たけはにやすひこのみこと）の軍が敗走して川の渡りに殺到したとき、逃げ落ちた兵士が糞を漏らして袴に付いた状態だった」という事から「くそばかま」と呼ばれ、それが訛って「久須波（くすは）」になったと記載がある。『日本書紀』にも同様のことが書かれている。

## 遷都の経緯
継体天皇が大和王権の中枢の大和国ではなく河内国で活動を始めた理由は不明である。しかし、樟葉は古くから川の渡場があり、「久須波の渡り」と言われていたように古代において交易の要地であった。また古代官道「山陽道」沿いにもあり、畿内と九州を連結するという軍事的にも要衝の地である。山陽道は、大和国と九州の太宰府を結ぶ幹線道として重要視され、官道の中で唯一「大路」とされていた。因みに、この宮の後に建てられた筒城宮、弟国宮も樟葉にほど近い場所にある。
迎えられて直ぐに大和国に入らなかったのは政治上の動乱があり、継体天皇が不信を抱いたためであるとする説もあるが、憶測の域を出ない。一説には、反対派の情報を得るために様子を窺うことを意図して、知己であった河内馬飼首荒籠（かわちのうまかいのおびとあらこ）が住む樟葉を一時的な拠点としたものだという。
ただし、この樟葉宮以降の遷都について、『古事記』には記載がない。そのため、樟葉宮から山城国を経由せず直接大和国に入ったとする説もある。